# Desporto do Butão

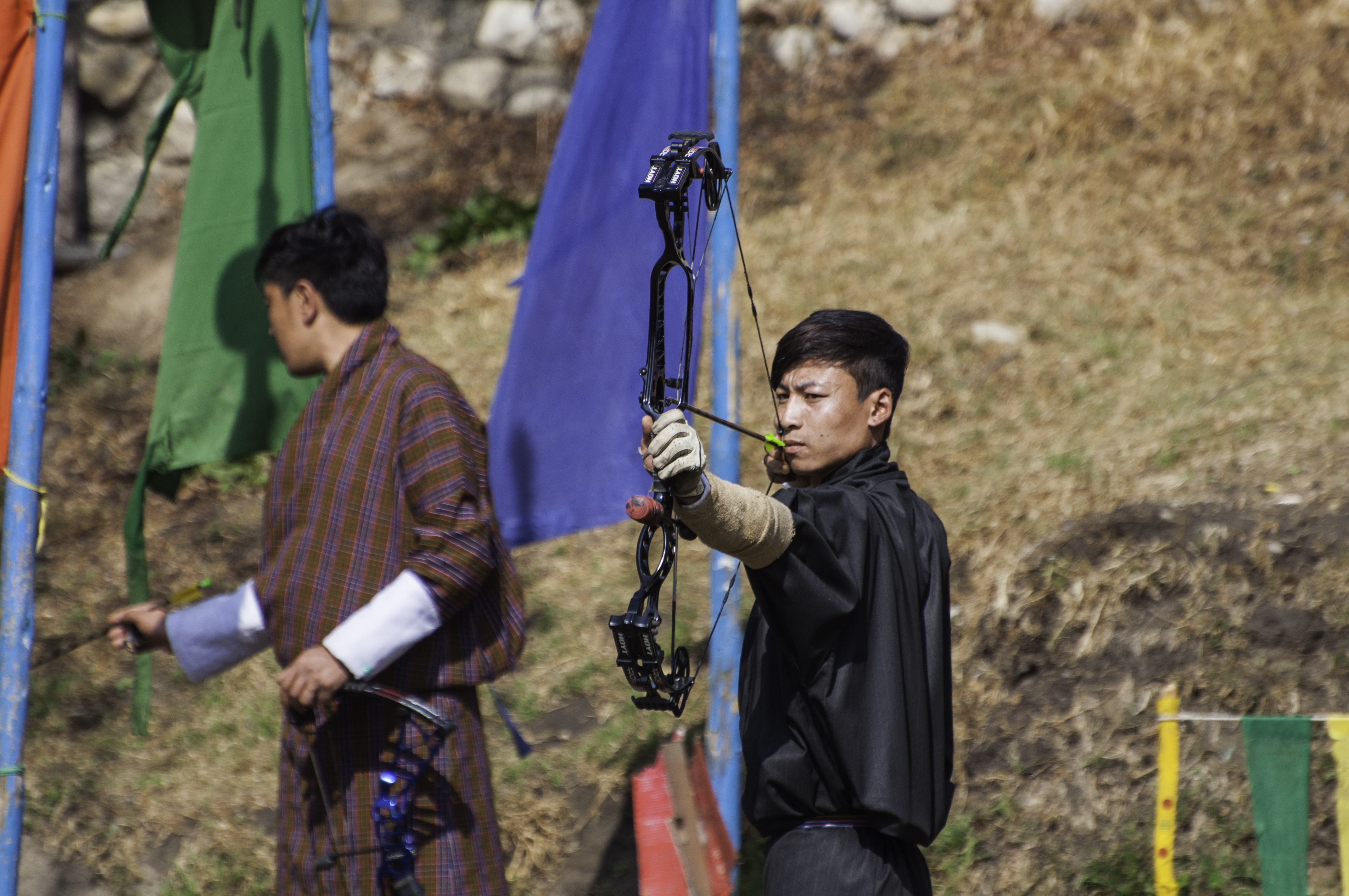
O tiro com arco é considerado o desporto nacional em Butão.

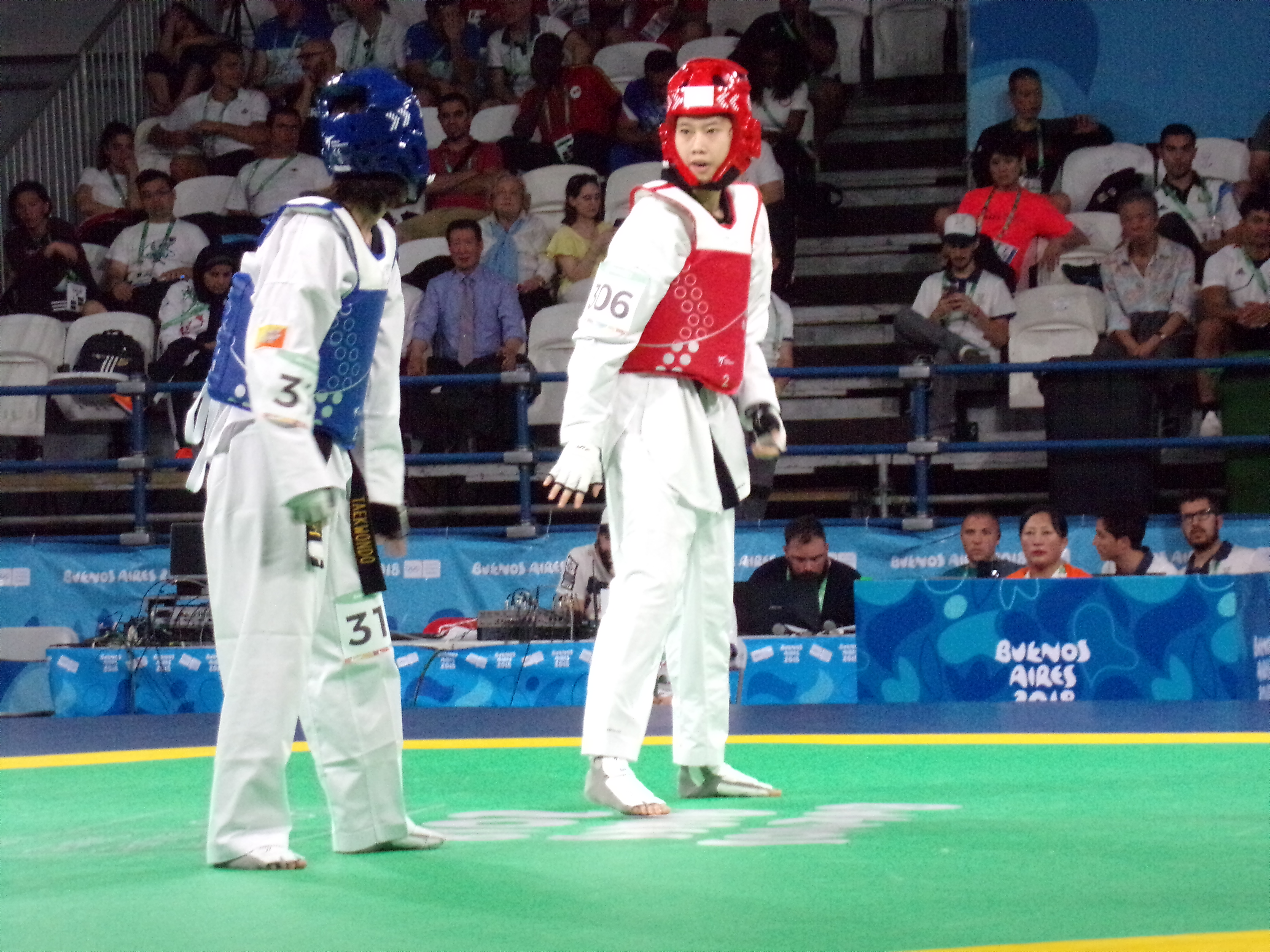
Combate de taekwondo entre as representantes de Butão e Vietnã nos Jogos Olímpicos da Juventude de 2018.

O desporto do Butão caracteriza-se pela diversidade entre actividades tradicionais e práticas modernas de extensão internacional. O tiro com arco é o desporto mais popular do país e seus torneios são organizados regularmente em multidão de aldeias. Outras práticas típicas butanesas que implicam em mirar são o khuru, o soksom ou o digor, enquanto atividades como o keshey ou o langthab consistem em desportos de combate. Por outra parte, o reino tem participado em competições internacionais de desportos de popularidade crescente como o futebol, basquete, críquete ou o taekwondo.

## Desportos tradicionais

### Tiro com arco
O tiro com arco é o esporte nacional e mais popular no Butão sendo organizado pela Federação de Tiro com Arco. O tiro com arco tradicional do país diferencia-se dos regulares olímpicos em detalhes técnicos como a localização dos alvos, que ficam a uma distância de 130 metros. Os alvos (chamados karay), relativamente pequenos, são de madeira pintada com pigmentos brilhantes, e em geral medem ao redor de 91 cm de altura e 28 cm de largura. Tradicionalmente, os arcos butaneses são de bambu; as setas costumam ser deste material ou de cana e apresentam arremates de plumas. A aljava pode ser de madeira, com capa de pele animal e tira de tecido.

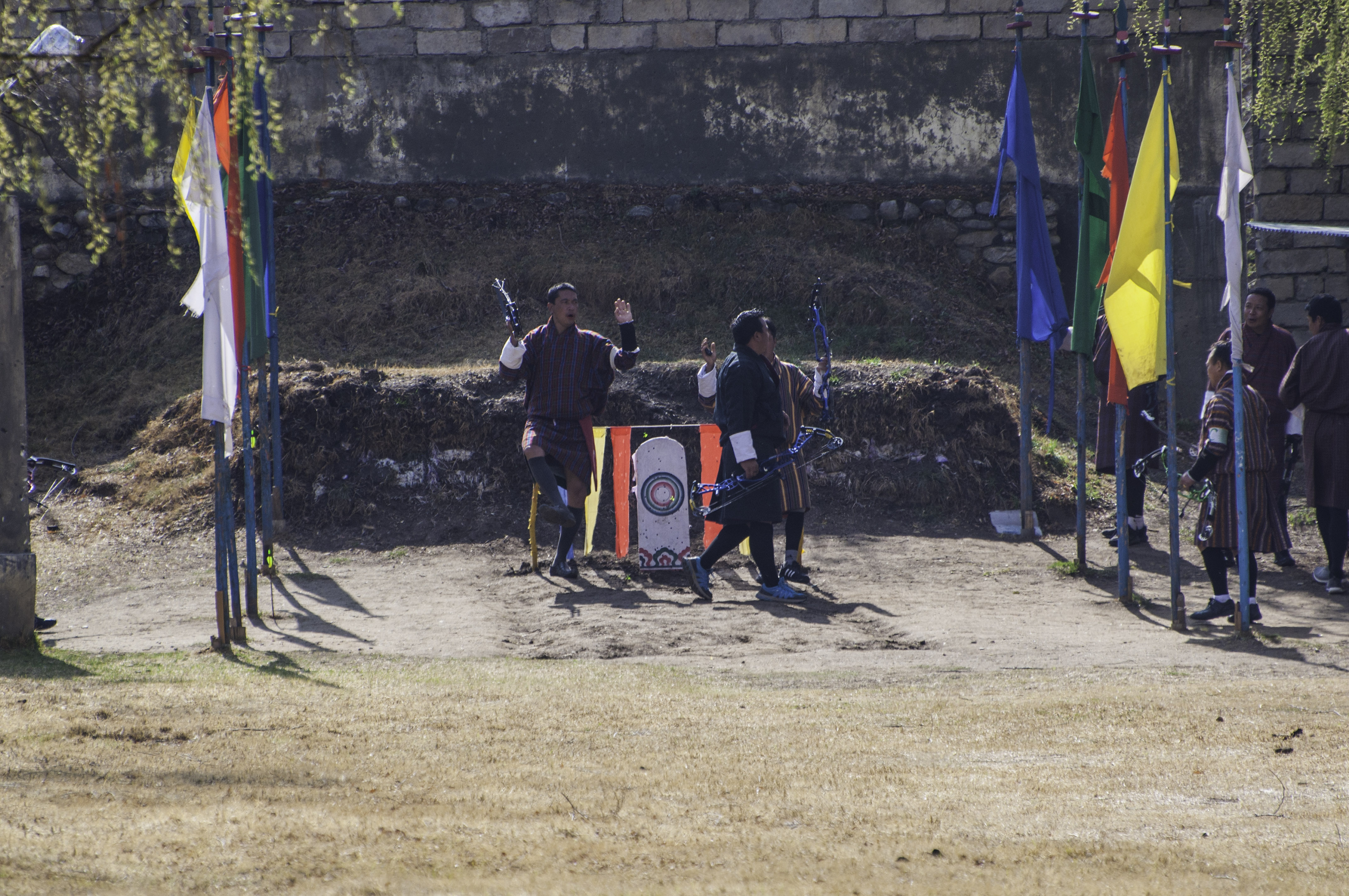
Celebrações depois de acertar o objectivo numa competição de tiro com arco em Paro.

As equipes de tiro com arco do Butão contam com 13 jogadores; Eles se revezam atirando duas flechas ao mesmo tempo, primeiro em uma direção e depois na direção oposta. Vence o primeiro a marcar 25 pontos: No entanto, como o sistema de pontuação é complicado, a vitória pode demorar muito. Por exemplo, um segundo golpe de um oponente pode invalidar a pontuação do outro jogador. Além disso, a interação social e as festividades que acompanham o tiro com arco tornam as competições um ritmo lento. Assim, no passado, os jogos mais tradicionais podiam durar até um mês, embora os encontros modernos tendam a durar vários dias.
O tiro com arco tradicional do Butão é um evento social e as competições são organizadas entre vilas, cidades e equipes amadoras. Geralmente há muita comida e bebida, complementada por cantos e danças. As tentativas de distrair um oponente incluem pairar ao redor do alvo e provocar a habilidade do atirador. A competição de tiro com arco mais notável do país é o torneio de Yangphel.

#### Práticas modernas
Cada vez mais, essa prática tem se modernizado, mesmo nas festas tradicionais. Arcos compostos, patrocínios corporativos, dinheiro abundante e ganhos materiais, ferimentos ocasionais e mortes tornaram-se características estabelecidas do tiro com arco. A popularidade do desporto também levantou questões sobre a suscetibilidade do Butão ao doping, incluindo o álcool. Também tem chamado a atenção sobre o perigo no desporto, especialmente para os espectadores, residentes e transeúntes para perto dos campos de tiro. Desde 2010, Butão celebra o Torneio de Tiro com Arco Lyonchen Jigmi E Thinley, fomentando o uso de arcos tradicionais e o desenvolvimento de equipes ao nível de gewogs.

### Khuru

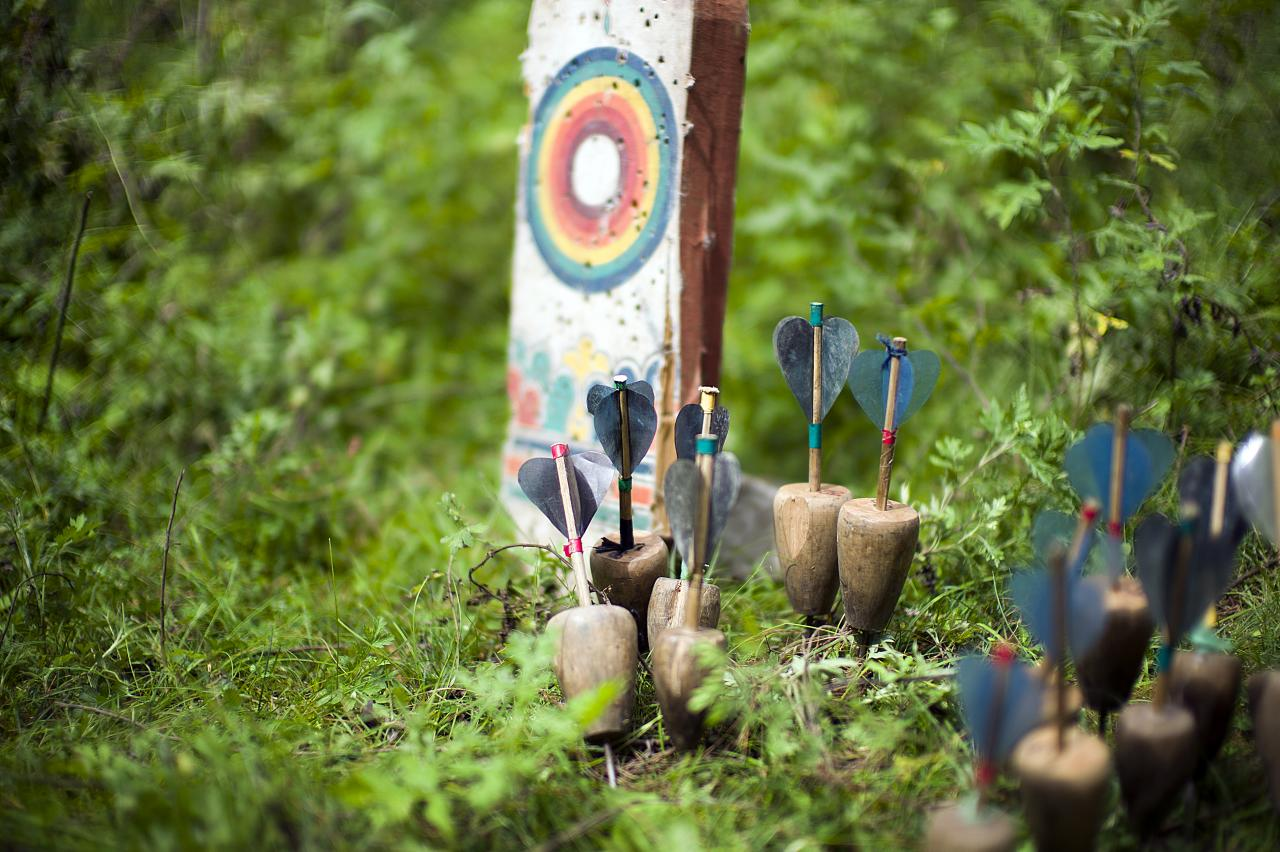
Dardos e um alvo de khuru

O khuru (dardos) é um desporto de equipe popular ao ar livre, frequentemente jogado durante festivais e torneios de arco e flecha. A prática consiste em lançar pesados dardos de madeira com um prego de 4 polegadas em um pequeno alvo a 10 a 20 metros de distância.

## Desportos internacionais

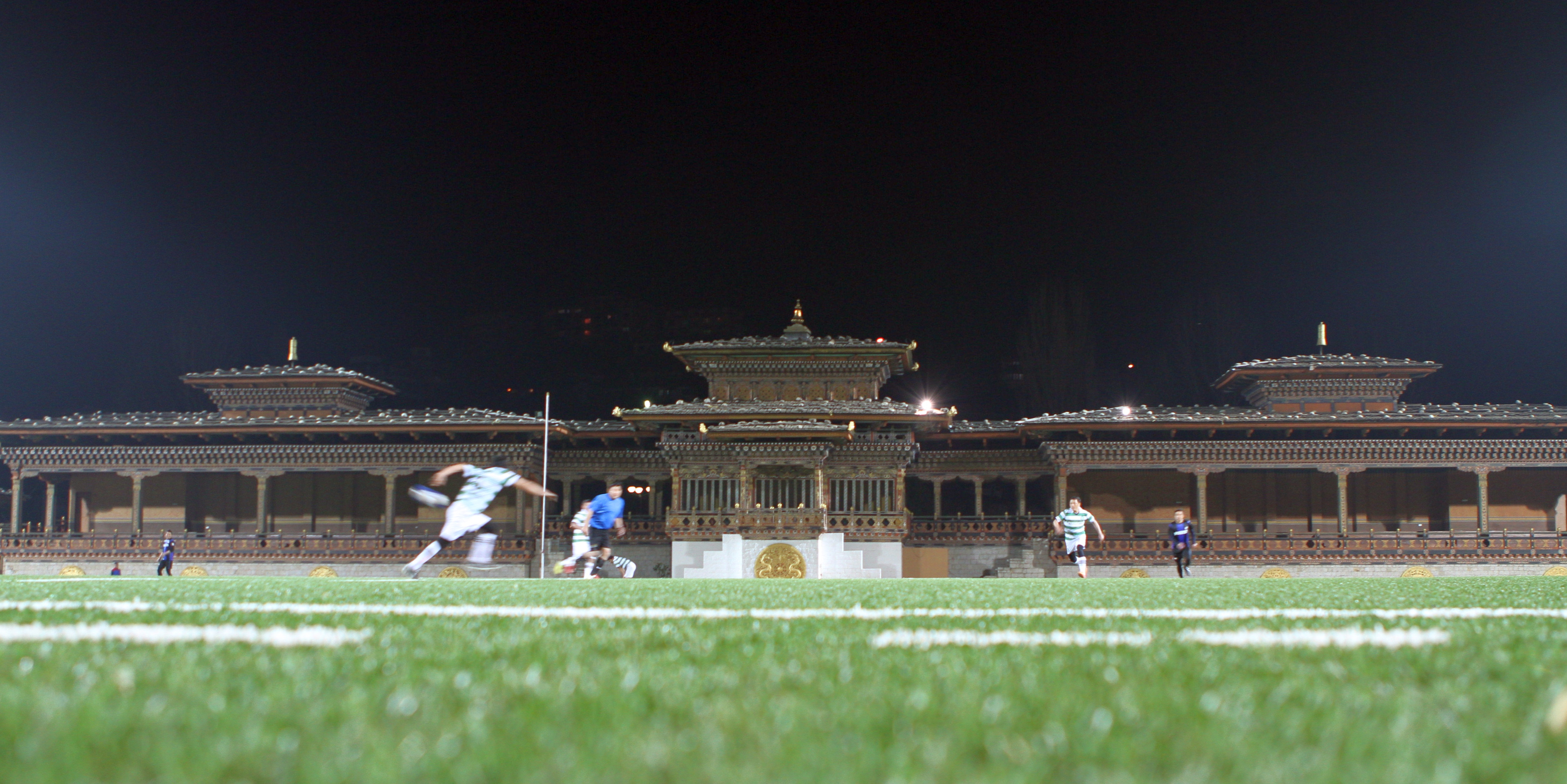
Um partido de futebol no estádio Changlimithang (Timbu).

Os desportos modernos mais populares no Butão são basquete, futebol e futsal. Em relação às competições internacionais, o Comité Olímpico do Butão foi formado em 1983 e foi reconhecido pelo COI no mesmo ano. Desde 1984, o Butão enviou arqueiros e arqueiros para competir nos Jogos Olímpicos de Verão. O país nunca competiu nos Jogos Olímpicos de Inverno ou nos outros eventos dos jogos de verão; eles também nunca ganharam uma medalha olímpica.
O futebol se tornou popular após sua inclusão no currículo esportivo nas escolas a partir de 1950. Diante de sua rápida disseminação, a Bhutan Football Association foi criada na década de 1960 e torneios nacionais de clubes começaram a ser organizados. Em 1983, a Federação Butanesa de Futebol substituiu a instituição anterior e reformou a estrutura organizacional do futebol no país. Durante o mesmo ano, a Federação de Basquete do Butão também foi fundada; Desde a sua criação, a seleção nacional participa de torneios internacionais, como os Jogos Asiáticos de Praia.